# Давыдковская волость (Клинский уезд)
Давыдковская волость — административно-территориальная единица в составе Клинского уезда Московской губернии Российской империи и РСФСР. Существовала до 1929 года, центром волости была деревня Давыдково, с 1924 г. — город Клин.
По данным 1890 года к волости относилось 34 селения. В деревне Давыдково располагалось волостное правление, в деревне Прасолово квартира урядника. Земские училища имелись в деревне Давыдково и селе Головково, церковно-приходское училище — в деревне Демьяново.
В начале 1910-х гг. земские училища были в селениях Головково, Горки и Давыдково, церковно-приходские школы — в сёлах Молчаново, Фроловское и погосте Демьяново, в селе Майданово работала частная школа Морозовой.
После Октябрьской революции 1917 года в волости была создана сеть сельских советов, которых в 1923 году было 19: Бородинский, Бороздинский, Голенищенский, Головковский, Голядский, Горбовский, Горковский, Давыдковский, Лавровский, Майдановский, Мисирёвский, Першутинский, Покровский, Решеткинский, Селинский, Фроловский, Ямской, Ямуговский и Ясиневский.
В 1925 году Бородинский с/с был переименован в Акуловский.
Согласно Всесоюзной переписи 1926 года численность населения 138 населённых пунктов волости, среди которых 47 сёл и деревень, составила 12 766 человек (5889 мужчин, 6877 женщин), насчитывалось 2600 хозяйств, среди которых 2014 крестьянских. В деревне Малое Щапово имелась школа, в деревнях Борисово и Першутино — ночлежные дома.
В ходе реформы административно-территориального деления СССР в 1929 году Давыдковская волость была упразднена, большая её часть вошла в состав Клинского района, оставшаяся часть — в состав Солнечногорского района Московского округа Московской области.